# Lucien De Muynck
Lucien De Muynck (* 1. August 1931 in Heule, Kortrijk; † 24. Oktober 1999 in Duffel, Antwerpen) war ein belgischer Leichtathlet. Er gewann 1954 Europameisterschaftssilber im 800-Meter-Lauf.

## Sportliche Karriere
Der 1,80 Meter große Lucien De Muynck startete für KKS aus Kortrijk. Er begann als Radsportler und wechselte während seines Militärdienstes zur Leichtathletik.
Bei den Olympischen Spielen 1952 in Helsinki schied De Muynck im Vorlauf über 800 Meter aus. Zwei Jahre später bei den Europameisterschaften in Bern erreichten mit Lucien De Muynck und Roger Moens zwei Belgier das Finale. In dem schnellen Endlauf verbesserten alle drei Medaillengewinner ihren Landesrekord. Es gewann der Ungar Lajos Szentgáli in 1:47,1 Minuten vor Lucien De Muynck in 1:47,3 Minuten und dem Norweger Audun Boysen in 1:47,4 Minuten. Auch der viertplatzierte Brite Derek Johnson und Roger Moens blieben unter 1:48,0 Minuten. Roger Moens löste 1955 mit neuem Weltrekord Lucien De Muynck als belgischen Landesrekordler ab.